# سيدريك مكينون
سيدريك مكينون (بالإنجليزية: Cedric McKinnon)‏ هو لاعب كرة قدم أمريكية أمريكي، ولد في 2 فبراير 1968، وتوفي في 23 مايو 2016.

## وصلات خارجية
- سيدريك مكينون على موقع JustSportsStats.com (الإنجليزية)